# Reserva Natural de Dzhugdzursky
A Reserva Natural de Dzhugdzursky (em russo: Джугджурский  заповедник) é uma área protegida da Rússia, localizada na costa do Mar de Okhotsk, no território da região de Ayano-Maisky, Extremo Oriente Russo. Com mais de 8000 quilómetros quadrados de área terrestre e mais de 500 quilómetros quadrado de área marítima, é a maior das seis reservas naturais no Krai de Khabarovsk. A reserva suporta locais de desova, no Mar de Okhotsk, para várias tipos de salmão.

## Topografia
Geograficamente, esta área protegida está numa região conhecida por "Priokhot'e" ("Contra o Okhotsk"), uma região na costa imediatamente a oeste e a noroeste do Mar de Okhotsk. A secção norte é dividida pelo tergo de Dzhugdzur, que chega a alcançar entre 1400 m e 1800 m de altura. A parte sudeste da secção de Dzhugdzurksy é composta por uma série de esporões montanhosos, com um acesso muito difícil. O ponto mais alto da secção norte é o Monte Topko, com 1906 metros de altitude. A secção sul da reserva (a parte costeira) é um tergo de entre 600 m a 800 m de altitude que acaba abruptamente num grande desfiladeiro até à costa marítima do Mar de Okhotsk. Ao longo de todo o tergo há apenas um rio a atravessa-lo (o vale do rio Lantar), e o penhascos rochosos faz desta secção uma área de muito difícil acesso.

## Eco-região e clima
O clima desta reserva natural é um clima frio e semi-árido. Isto é um clima local em que, pelo menos um mês tem uma temperatura média alta o suficiente para a neve derreter (0 °C), porém não há mês algum com uma temperatura média que vá para além dos 10 °C. A formação de gelo no Mar de Okhotsk pode subsistir até Junho e até mesmo Julho. Assim, a temperatura da água à superfície sobe lentamente e pode apenas chegar aos 10 °C ou 12 °C no verão. Como resultado, a região costeira do Dzhugdzursky tem um verão curto, frio e com precipitação. Há, em média, cerca de 50 dias de nevoeiro por ano nesta área costeira, com aguaceiros frequentes.